# هوکان سودرگرن
هوکان سودرگرن (انگلیسی: Håkan Södergren؛ زادهٔ ۱۴ ژوئن ۱۹۵۹) بازیکن هاکی روی یخ اهل سوئد است.